# Gajiginahal, Siruguppa
Gajiginahal là một village thuộc taluk Siruguppa, huyện Bellary, stateKarnataka, Ấn Độ.